# 信天翁峰
信天翁峰（英語：Albatross Crest），是南極洲的山峰，位於南喬治亞群島的安年科夫島，由英國南極名稱諮詢委員命名，該山峰由英國海外領土管轄。